# Verruca cookei
Verruca cookei är en kräftdjursart som beskrevs av Henry Augustus Pilsbry 1928. Verruca cookei ingår i släktet Verruca och familjen Verrucidae. Inga underarter finns listade i Catalogue of Life.